# Gilles Mirallès
Pour les articles homonymes, voir Miralles.
Gilles Miralles,  né le 8 février 1966 à Grasse et mort le 28 janvier 2022 à Ferney-Voltaire, est un joueur d'échecs français.

## Biographie
Grand maître international depuis 1997, il est champion de France junior en 1982 et champion de France d'échecs en 1986 et 1989 à Épinal. Il termine à la troisième place en 1990. Maître entraîneur, il est directeur technique national (DTN) de la Fédération française des échecs de 1992 à 1996. Il a également collaboré au magazine fédéral Échec et Mat.
Miralles s'installe ensuite à Genève et il est président de la Fédération genevoise d'échecs, et directeur de l'école d'échecs de Genève. Au 1er janvier 2011, il est le 43e joueur français avec un classement Elo de 2 462 points.

## Exemple de partie
- Gilles Mirallès - Andreas Huss, Lucerne, 1989[3]